# Kings megye (New York)
Kings megye (angolul Kings County) az Amerikai Egyesült Államokban, azon belül New York államban található, a Long Island sziget nyugati végében. A megye egy összevont város-megye, így New York város Brooklyn városrésze egyben saját megyeszékhelye is. Lakossága 2,58 millió fő (2018).
Kings megye Hudson (New Jersey), Queens, New York és Richmond megyékkel határos.

## Népesség
A település népességének változása:
| Lakosok száma | 2 465 326 | 2 504 700 | 2 736 074 | 2 641 052 |
|               | 2000      | 2010      | 2020      | 2021      |